# Magnum P.I. (seriál, 2018)
Magnum P.I. je americký kriminální dramatický televizní seriál stanice CBS, jehož tvůrcem je Peter M. Lenkov a Eric Guggenheim. Seriál je rebootem seriálu Magnum z 80. let 20. století. Hlavní role hrají Jay Hernandez, Perdita Weeks, Zachary Knighton, Stephen Hill, Amy Hill a Tim Kang. Premiéra první řady proběhla 24. září 2018. Dne 19. října 2018 bylo oznámeno, že seriál dostal od stanice CBS plnou řadu.
Dne 25. ledna byla stanicí CBS objednána druhá řada, která měla premiéru 27. září 2019. Třetí řada byla objednána v květnu 2020 a premiéru měla dne 4. prosince 2020.

## Obsazení

### Hlavní role
- Jay Hernandez jako Thomas Magnum
- Perdita Weeks jako Juliet Higgins
- Zachary Knighton jako Orville „Rick“ Wright
- Stephen Hill jako Theodore „TC“ Calvin
- Amy Hill jako Teuila „Kumu“ Tuileta
- Tim Kang jako detektiv Gordon Katsumoto

### Vedlejší role
- Domenick Lombardozzi jako Sebastian Nuzo
- Corbin Bernsen jako Francis „Icepick“ Hofstetler
- Ken Jeong jako Luther H. Gillis
- Kimee Balmilero jako soudní lékařka Noelani Cunha
- Christopher Thornton jako Kenny Shamberg
- Brooke Lyons jako Abigail Miller
- Bobby Lee jako Jin
- Jay Ali jako Dr. Ethan Shah

### Hostující role
- Cyndi Lauper jako Vanessa Nero
- Elisabeth Röhm jako Brooke Mason
- Lyrica Okano jako Amanda Sako
- Louis Ozawa Changchien jako Alan Sako
- Halston Sage jako Willa Stone
- Jamie-Lynn Sigler jako Toni
- Erica Luttrell jako Allison Mahelona
- Jordana Brewster jako Hannah
- Roger E. Mosley jako John Booky
- Brian Austin Green jako speciální agent Adam Kreshner
- Bre Blair jako Lina
- Barbara Eve Harris jako Lucy Akina
- Lee Majors jako Russell Harlan
- Patrick Monahan a Skylar Grey vystupující v kapele Train
- Peter Facinelli jako Gene Curtis, též známý jako Ivan
- Aaron Donald jako on sám
- Janel Parrish jako Maleah

## Seznam dílů

### První řada (2018–2019)
| Č. v seriálu | Č. v řadě | Původní název                | Režie           | Scénář                                                | Premiéra v USA     |
| ------------ | --------- | ---------------------------- | --------------- | ----------------------------------------------------- | ------------------ |
| 1            | 1         | I Saw the Sun Rise           | Justin Lin      | Peter M. Lenkov a Eric Guggenheim                     | 24. září 2018      |
| 2            | 2         | From the Head Down           | Karen Gaviola   | Peter M. Lenkov a Eric Guggenheim                     | 1. října 2018      |
| 3            | 3         | The Woman Who Never Died     | Sylvain White   | Joe Gazzam                                            | 8. října 2018      |
| 4            | 4         | Six Paintings, One Frame     | Antonio Negret  | Ashley Gable                                          | 15. října 2018     |
| 5            | 5         | Sudden Death                 | David Grossman  | David Fury                                            | 22. října 2018     |
| 6            | 6         | Death is Only Temporary      | Duane Clark     | Gene Hong a Scarlett Lacey                            | 29. října 2018     |
| 7            | 7         | The Cat Who Cried Wolf       | Eagle Egilsson  | Neil Tolkin                                           | 5. listopadu 2018  |
| 8            | 8         | Die He Said                  | Peter Weller    | Joe Gazzam                                            | 12. listopadu 2018 |
| 9            | 9         | The Ties That Bind           | Ron Underwood   | Ashley Gable                                          | 19. listopadu 2018 |
| 10           | 10        | Bad Day to Be a Hero         | Lin Oeding      | Ashley Charbonnet                                     | 10. prosince 2018  |
| 11           | 11        | Nowhere to Hide              | Mark Tinker     | námět: Peter M. Lenkov scénář: Joe Gazzam             | 14. ledna 2019     |
| 12           | 12        | Winner Takes All             | Amanda Marsalis | Gene Hong                                             | 20. ledna 2019     |
| 13           | 13        | Day of the Viper             | Bryan Spicer    | námět: David Fury scénář: Gene Hong a Eric Guggenheim | 21. ledna 2019     |
| 14           | 14        | I, The Deceased              | Krishna Rao     | Scarlett Lacey                                        | 28. ledna 2019     |
| 15           | 15        | Day the Past Came Back       | Bryan Spicer    | Peter M. Lenkov a Eric Guggenheim                     | 18. února 2019     |
| 16           | 16        | Murder is Never Quiet        | David Straiton  | Barbie Kligman                                        | 25. února 2019     |
| 17           | 17        | Black is the Widow           | Kirstin Windell | Neil Tolkin                                           | 4. března 2019     |
| 18           | 18        | A Kiss Before Dying          | Bryan Spicer    | Barbie Kligman a Ashley Charbonnet                    | 11. března 2019    |
| 19           | 19        | Blood in the Water           | Karen Gaviola   | Gene Hong                                             | 25. března 2019    |
| 20           | 20        | The Day It All Came Together | Bryan Spicer    | Peter M. Lenkov a Eric Guggenheim                     | 1. dubna 2019      |

### Druhá řada (2019–2020)
| Č. v seriálu | Č. v řadě | Původní název              | Režie               | Scénář                                  | Premiéra v USA     |
| ------------ | --------- | -------------------------- | ------------------- | --------------------------------------- | ------------------ |
| 21           | 1         | Payback is for Beginners   | Bryan Spicer        | Peter M. Lenkov a Eric Guggenheim       | 27. září 2019      |
| 22           | 2         | Honor Among Thieves        | Carlos Bernard      | Gene Hong                               | 4. října 2019      |
| 23           | 3         | Knight Lasts Forever       | Eagle Egilsson      | Neil Tolkin                             | 11. října 2019     |
| 24           | 4         | Dead Inside                | Krishna Rao         | Barbie Kligman                          | 18. října 2019     |
| 25           | 5         | Make It 'Til Dawn          | Bryan Spicer        | Gene Hong a Tera Tolentino              | 25. října 2019     |
| 26           | 6         | Lie, Cheat, Steal, Kill    | Ron Underwood       | Alfredo Barrios Jr.                     | 1. listopadu 2019  |
| 27           | 7         | The Man in the Secret Room | Allison Liddi-Brown | Joe Gazzam                              | 8. listopadu 2019  |
| 28           | 8         | He Came by Night           | Antonio Negret      | Barbie Kligman                          | 15. listopadu 2019 |
| 29           | 9         | A Bullet Named Fate        | Doug Hannah         | Scarlett Lacey a Neil Tolkin            | 22. listopadu 2019 |
| 30           | 10        | Blood Brothers             | Peter Weller        | Peter M. Lenkov a Eric Guggenheim       | 6. prosince 2019   |
| 31           | 11        | Day I Met The Devil        | Kristin Windell     | Alfredo Barrios Jr.                     | 13. prosince 2019  |
| 32           | 12        | Desperate Measures         | Maja Vrvillo        | Peter M. Lenkov a Eric Guggenheim       | 3. ledna 2020      |
| 33           | 13        | Mondays Are For Murder     | Alexandra LaRoche   | scénář: Alfredo Barrios Jr.             | 10. ledna 2020     |
| 34           | 14        | A Game of Cat and Mouse    | Roderick Davis      | Gene Hong                               | 31. ledna 2020     |
| 35           | 15        | Say Hello to Your Past     | Avi Youabian        | Joe Gazza,                              | 10. dubna 2020     |
| 36           | 16        | Farawell to Love           | Bronwen Hughes      | Ashley Charbonnet a Alfredo Barrios Jr. | 17. dubna 2020     |
| 37           | 17        | The Night Has Eyes         | David Straiton      | Ashley Charbonnet                       | 24. dubna 2020     |
| 38           | 18        | A World of Trouble         | Peter Weller        | Tera Tolentino a Neil Tolkin            | 1. května 2020     |
| 39           | 19        | May The Best One Win       | Rocky Carroll       | Gene Hong                               | 8. května 2020     |
| 40           | 20        | A Leopard on the Prowl     | Bryan Spicer        | Eric Guggenheim a Peter M. Lenkov       | 8. května 2020     |

### Třetí řada (2020–2021)
| Č. v seriálu | Č. v řadě | Původní název   | Režie          | Scénář                            | Premiéra v USA    |
| ------------ | --------- | --------------- | -------------- | --------------------------------- | ----------------- |
| 41           | 1         | Double Jeopardy | Bryan Spicer   | Peter M. Lenkov a Eric Guggenheim | 4. prosince 2020  |
| 42           | 2         | Easy Money      | David Wolkove  | Bryan Spicer                      | 11. prosince 2020 |
| 43           | 3         | No Way Out      | Eagle Egilsson | Barbie Kligman                    | 18. prosince 2020 |

## Produkce

### Vývoj
Dne 20. října 2017 bylo oznámeno, že autory remakeu seriálu Magnum budou Petr M. Lenkov a Eric Guggenheim a produkčními společnostmi pilotního dílu se stanou CBS Studios a Universal Television. V únoru 2018 dala stanice produkci pilotního dílu zelenou, přičemž na post režiséra byl dosazen Justin Lin.
Dne 11. května 2018 stanice objednala produkci první řady. Spolutvůrce a výkonný producent Peter M. Lenkov se bude na seriálu podílet také jako showrunner. Dne 16. května 2018 byl stanicí CBS vydán první trailer. Pilotní díl byl promítán jako speciální ukázka před panelem na sandiegském Comic-Conu.
Dne 19. července 2018 bylo Lenkovem oznámeno, že mezi seriálem Magnum P.I. a devátou řadou seriálu Hawaii 5-0 bude několik crossoverů, ve kterých se objeví Kimee Balmilero a Taylor Wily, jež si zahrají postavy z Hawaii 5-0. Ke konci řady by se měl v seriálu objevit také Alex O'Loughlin v roli Steva McGarretta.
Dne 22. srpna 2018, s předpokládaným výskytem hurikánu Lane nad Havajskými ostrovy, bylo stanicí CBS uvedeno, že „danou situaci monitorují“, ale produkce seriálu by měla nadále pokračovat. Následujícího dne bylo natáčení seriálů Magnum P.I. a Hawaii 5-0 dočasně pozastaveno.
Dne 25. ledna 2019 byla stanicí CBS objednána druhá řada. Její premiéra se uskutečnila dne 27. září 2019. Dne 19. listopadu 2019 bylo oznámeno, že po premiéře další řady seriálu MacGyver v noci 7. února 2020 bude vysílání Magnum P.I. dočasně pozastaveno. Bylo také uvedeno, že se seriál navrátí na televizní obrazovky po odvysílání celé čtvrté řady MacGyver.

### Natáčení
Natáčení první řady začalo 23. července 2018, po produkci pilotní dílu na začátku roku, s tradičním havajským požehnáním. Natáčení druhé řady také začalo s tradičním havajským požehnáním a to 8. července 2019.